# Amrit (Egipt)
Amrit – wieś w Egipcie, w muhafazie Asz-Szarkijja. W 2006 roku liczyła 14 916 mieszkańców.